# Polipeptide
Un polipeptide è una singola catena di numerosi amminoacidi uniti tra loro attraverso legami peptidici  per condensazione di un gruppo amminico di un amminoacido con il gruppo carbossilico del successivo.

## Descrizione
Quando gli amminoacidi sono pochi (tendenzialmente fino a 20 circa), si parla di oligopeptidi: due, tre, quattro... amminoacidi possono essere uniti tra loro da uno, due, tre... legami peptidici formando un dipeptide, un tripeptide, un tetrapeptide ecc.. Se gli amminoacidi sono invece tanti, il prodotto viene chiamato polipeptide. Il termine peptide può essere usato anche in modo generico, includendo i polipeptidi.
Le unità amminoacidiche presenti in un qualsiasi peptide sono chiamate residui: ogni residuo è un amminoacido che ha perso un protone dal suo gruppo amminico e un ossidrile dal suo gruppo carbossilico. Il residuo amminoterminale ha il gruppo alfa-amminico libero; il residuo all'altra estremità ha un gruppo alfa-carbossilico libero, residuo carbossiterminale.
L'idrolisi del legame peptidico nonostante sia una reazione esoergonica, avviene molto lentamente per l'elevata energia di attivazione.
Per altre informazioni valide per qualsiasi tipo di peptide inclusi i polipeptidi si veda la voce peptide.

## Distinzione tra polipeptidi e proteine
Anche se i termini "proteina" e "polipeptide" sono spesso considerati sinonimi, le molecole chiamate polipeptidi hanno in genere masse molecolari inferiori a 5000-10000 e contengono meno di 50-100 amminoacidi, mentre quelle con pesi molecolari più alti si chiamano proteine. La demarcazione non è netta e può variare a seconda degli studiosi.
Alcune proteine sono costituite da una singola catena polipeptidica, mentre altre, chiamate proteine multisubunità, hanno due o più polipeptidi associati non covalentemente. Le catene polipeptidiche presenti in una proteina multisubunità possono essere identiche o diverse tra loro. Se almeno due sono identiche, la proteina viene detta oligomerica e le unità identiche sono chiamate protomeri. All'interno della proteina multisubunità ogni subunità-alfa è appaiata a una subunità-beta; solo un numero limitato di proteine contiene due o più catene polipeptidiche unite da legami covalenti.
Quando le proteine sono costituite da due o più catene polipeptidiche differenti, ognuna è codificata da un proprio gene. Un esempio tipico è l'insulina, formata da due polipeptidi diversi uniti da ponti solfuro.
Per ulteriori informazioni applicabili specificamente alle proteine, si veda la voce proteina.

## Polipeptidi in biologia
Esempi di polipeptidi importanti in biologia sono:
- le encefaline (5 aminoacidi), con funzioni di neurotrasmettitori
- la bradichinina (9 aminoacidi), altro neurotrasmettitore
- l'ossitocina (9 aminoacidi), che biologicamente svolge la funzione di ormone
- il peptide intestinale vasoattivo (VIP, 28 aminoacidi), ormone attivo nell'intestino e in altri organi
- il glucagone (29 aminoacidi), ormone antagonista dell'insulina
- la calcitonina (32 aminoacidi), anch'essa con funzioni ormonali
- le defensine (29-34 aminoacidi), che contribuiscono alla difesa dell'organismo dai microrganismi patogeni
- il neuropeptide Y (NPY, 36 aminoacidi), attivo nel sistema nervoso
- l'amilina (37 aminoacidi), ormone prodotto insieme all'insulina

Da notare che calcitonina, defensine ecc. sono a volte chiamate "piccole proteine".